# Joan Manuel Oleaque Moreno
Joan Manuel Oleaque Moreno   (Catarroja, 1968) és un periodista valencià, autor de llibres com Des de la tenebra: un descens al cas Alcàsser (1995) i En èxtasi (2004).
Ha estat col·laborador a El Temps i d'El País. Va col·laborar amb el programa de TV3 30 minuts i amb els programes Passengers i Eurotrash de la televisió britànica Channel 4.
L'any 1999 va obtenir el premi de l'Institut Interuniversitari de Filologia Valenciana al millor periodista valencià del 1998, en la modalitat de premsa escrita. El seu llibre Des de la tenebra: un descens al cas Alcàsser, reconstrucció novel·lada del cas Alcàsser, va guanyar el premi Octavi Pellissa del 1997 a projectes d'assaig i el 2003 el Premi Internacional Rodolfo Wash a la millor obra no fictícia sobre tema criminal publicada el 2002.